# Norman Fell
Norman Fell (Filadelfia, Pensilvania, 24 de marzo de 1924-Los Ángeles, 14 de diciembre de 1998) fue un actor televisivo y cinematográfico estadounidense, famoso principalmente por su papel del casero Mr. Roper en la comedia de situación Three's Company y en la serie derivada: The Ropers.

## Biografía
Su verdadero nombre era Norman Noah Feld, nació en Filadelfia, Pensilvania, en una familia de origen judío. Estudió arte dramático en la Universidad del Temple tras servir como artillero de cola en las Fuerzas Aéreas del Ejército de Estados Unidos durante la Segunda Guerra Mundial.
Aunque Fell actuó principalmente en la televisión, también hizo pequeños papeles como actor de carácter en varios largometrajes, entre ellos Ocean's Eleven (durante el rodaje del filme se afirmó que Fell formaba parte del Rat Pack), El mundo está loco, loco, loco, loco, PT 109, El graduado, Bullitt y Catch-22. También participó en el último filme de Ronald Reagan: The Killers.
En 1965 participó en el capítulo «Stranger in the Mirrow», de la serie de los años sesenta El fugitivo, con David Janssen, en donde tuvo el papel del teniente Green.
En 1979 recibió un Globo de Oro al mejor actor de reparto de serie, miniserie o telefilme por su trabajo en Three's Company. También fue nominado a un Emmy, aunque no por Three's Company, sino por su interpretación como entrenador de boxeo de Nick Nolte en la miniserie Hombre rico, hombre pobre. Su última actuación televisiva fue un cameo como Mr. Roper en un episodio de la comedia Ellen en 1997.
Norman Fell falleció a causa de un cáncer en Los Ángeles, California, en 1998, y fue enterrado en el Cementerio Mount Sinai Memorial Park.

## Filmografía
| Año  | Título                                      | Papel                                       | Observaciones    |
| 1957 | The Violators                               | Ray                                         |                  |
| 1959 | Pork Chop Hill                              | Sgto. Coleman                               |                  |
| 1960 | Inherit the Wind                            | Técnico de radio                            |                  |
| 1960 | The Rat Race                                | Técnico telefónico                          |                  |
| 1960 | Ocean's Eleven                              | Peter Rheimer                               |                  |
| 1963 | PT 109                                      | Edmund Drewitch                             |                  |
| 1963 | El mundo está loco, loco, loco, loco        | Detective                                   |                  |
| 1964 | Código del hampa                            | Mickey Farmer                               |                  |
| 1964 | Quick, Before it Melts                      | George Snell                                |                  |
| 1967 | The Young Warriors                          | Sargento Wadley                             |                  |
| 1967 | Fitzwilly                                   | Oberblatz                                   |                  |
| 1967 | El graduado                                 | Mr. McCleery                                |                  |
| 1968 | Sergeant Ryker                              | Sgto. Max Winkler                           |                  |
| 1968 | The Secret War of Harry Frigg               | Capitán Stanley                             |                  |
| 1968 | The Young Runaways                          | Mr. Donford                                 |                  |
| 1968 | Bullitt                                     | Capitán Baker                               |                  |
| 1969 | If It's Tuesday, This Must Be Belgium       | Harve Blakely                               |                  |
| 1970 | Catch-22                                    | Sgto. 1.º Towser                            |                  |
| 1970 | The Boatniks                                | Max                                         |                  |
| 1973 | The Stone Killer                            | Tte. Les Daniels Capitán de detectives LAPD |                  |
| 1973 | Charley Varrick                             | Mr. Garfinkle                               |                  |
| 1974 | Aeropuerto 75                               | Bill                                        |                  |
| 1975 | Cleopatra Jones and the Casino of Gold      | Stanley Nagel                               |                  |
| 1976 | Guardian of the Wilderness                  |                                             |                  |
| 1978 | Rabbit Test                                 | Padre de Segoynia                           |                  |
| 1978 | The End                                     | Dr. Samuel Krugman                          |                  |
| 1981 | On the Right Track                          | El Alcalde                                  |                  |
| 1981 | The Kinky Coaches and the Pom Pom Pussycats | Jack McGuire                                |                  |
| 1981 | Paternity                                   | Larry                                       |                  |
| 1985 | Transylvania 6-5000                         | Mac Turner                                  |                  |
| 1987 | Stripped to Kill                            | Ray                                         |                  |
| 1989 | C.H.U.D. II: Bud the C.H.U.D.               | Tyler                                       |                  |
| 1990 | You're Driving Me Crazy                     | Doctor F                                    |                  |
| 1991 | The Boneyard                                | Shepard                                     | Estreno en vídeo |
| 1991 | With Friends Like These...                  | Narrador                                    | Estreno en vídeo |
| 1991 | For the Boys                                | Sam Schiff                                  |                  |
| 1992 | The Naked Truth                             | Dentista                                    |                  |
| 1993 | Hexed                                       | Herschel Levine                             |                  |
| 1995 | Beach House                                 |                                             |                  |
| 1996 | The Destiny of Marty Fine                   | Daryl                                       |                  |

## Televisión
| Año              | Título                                  | Papel                                | Observaciones                                                                                 |
| 1997             | Ellen                                   | Mr. Roper                            | Episodio: «Roommates»                                                                         |
| 1995             | Family Reunion: A Relative Nightmare    | Grandpa Joe Dooley                   | Telefilme                                                                                     |
| 1994             | The Fresh Prince of Bel-Air             | El casero                            | Episodio: «What's Will Got to Do With It?»                                                    |
| 1993             | Flying Blind                            | patrón n.º 2                         | Episodio: «Panic in Neil's Park»                                                              |
| 1990             | Good Grief                              | Slezar                               | Episodio: «The Good, the Bad and the Mariachis»                                               |
| 1989             | The Super Mario Bros. Super Show!       | Fred Van Winkle Ted Bull             | Episodio: «Fred Van Winkle» Episodio: «Texas Tea»                                             |
| 1989             | Hooperman                               | Pete Cosgrove, ventrílocuo           | Episodio: «Dog Day Afternoon, Morning and Night»                                              |
| 1989             | The Boys                                | Dave                                 |                                                                                               |
| 1985, 1988       | Murder, She Wrote                       | Vince Shackman Tte. Rupp             | Episode: «Dead Heat » Episodio: «Just Another Fish Story»                                     |
| 1987             | Sledge Hammer!                          |                                      | Episodio: «They Call Me Mr. Trunk»                                                            |
| 1987             | Out of This World                       | Dr. Hauser                           | Episodio: «The Nightmare»                                                                     |
| 1987             | Matlock                                 | Dr. Norman Radburn                   | Episodio: «The Doctors»                                                                       |
| 1987             | Magnum, P.I.                            | David Albertson                      | Episodio: «Solo Flight»                                                                       |
| 1985, 1986       | Crazy Like a Fox                        |                                      | Episodio: «Some Day My Prints Will Come» Episodio: «A Fox at the Races»                       |
| 1986             | The New Twilight Zone                   | Eddie O'Hara                         | Episodio: «The Convict's Piano»                                                               |
| 1986             | Webster                                 | Charlie                              | Episodio: «Almost Home»                                                                       |
| 1985             | Simon & Simon                           | Leo Nyquist                          | Episodio: «Facets»                                                                            |
| 1984             | The Jesse Owens Story                   | Marty Forkins                        | Telefilme                                                                                     |
| 1983             | Uncommon Valor                          | Garvin                               | Telefilme                                                                                     |
| 1982             | Matt Houston                            | Herman                               | Episodio: «Joey's Here»                                                                       |
| 1982             | Teachers Only                           | Ben Cooper                           |                                                                                               |
| 1976-1981        | Three's Company                         | Stanley Roper                        | Ganador de un Globo de Oro                                                                    |
| 1979-1980        | The Ropers                              | Stanley Roper                        |                                                                                               |
| 1980             | For the Love of It                      | Hall                                 | Telefilme                                                                                     |
| 1980             | This Year's Blonde                      | Pat Toledo                           | Telefilme                                                                                     |
| 1980             | Getting There                           | Jim                                  | Telefilme                                                                                     |
| 1979             | Roots: The Next Generations             | Bernie Raymond                       | Miniserie                                                                                     |
| 1978             | The Love Boat                           | Mr. McCoy, padre de Julie            | Episodio: «Julie's Dilemma/Who's Who/Rocky»                                                   |
| 1974, 1977       | Police Story                            | Sgto. Dell Teniente Alfred Thornwood | Episodio: «Wolf» Episodio: «One of Our Cops is Crazy»                                         |
| 1977             | Los ángeles de Charlie                  | Sammy                                | Episodio: «Angels in Paradise»                                                                |
| 1977             | The Life and Times of Grizzly Adams     |                                      | Episodio: «The Redemption of Ben»                                                             |
| 1976             | Executive Suite                         | Bernie                               | Episodio: «Re-The Sounds of Silence»                                                          |
| 1976             | Switch                                  |                                      | Episodio: «Gaffing the Skim»                                                                  |
| 1976             | Richie Brockelman: The Missing 24 Hours | Mr. Brockelman                       | Telefilme                                                                                     |
| 1976             | The Streets of San Francisco            | Jurado                               | Episodio: «The Thrill Killers (1)» Episodio: «The Thrill Killers (2)»                         |
| 1976             | The Bionic Woman                        | Milt Bigelow                         | Episodio: «In This Corner, Jaime Sommers»                                                     |
| 1976             | Risko                                   | Max                                  | Piloto de una serie no emitida                                                                |
| 1976             | Ellery Queen                            | Errol Keyes                          | Episodio: «The Adventure of the Tyrant of Tin Pan Alley»                                      |
| 1976             | Hombre rico, hombre pobre               | Smitty                               | Miniserie Nominado a un Premio Emmy                                                           |
| 1975             | Starsky y Hutch                         | Sammy Grovner                        | Episodio: «Shootout»                                                                          |
| 1975             | Cannon                                  | Teniente de policía                  | Episodio: «The Games Children Play»                                                           |
| 1975             | Rhoda                                   | Dr. Henry Gerber                     | Episodio: «Chest Pains» Episodio: «Ida's Doctor»                                              |
| 1975             | Lucas Tanner                            | Abe Lydecker                         | Episodio: «The Noise of a Quiet Weekend»                                                      |
| 1975             | McMillan and Wife                       | Allan Kovacs                         | Episodio: «Love, Honor and Swindle»                                                           |
| 1975             | Death Stalk                             | Frank Cody                           | Telefilme                                                                                     |
| 1974             | Thursday's Game                         | Melvin Leonard                       | Telefilme                                                                                     |
| 1974             | Medical Center                          | Frank                                | Episodio: «The World's Balloon»                                                               |
| 1973             | Griff                                   |                                      | Episodio: «Hammerlock»                                                                        |
| 1973             | Needles and Pins                        | Nathan Davidson                      |                                                                                               |
| 1973             | Going Places                            | Mr. Shaw                             | Telefilme                                                                                     |
| 1973             | Marcus Welby, M.D.                      |                                      | Episodio: «Catch a Ring That Isn't There»                                                     |
| 1969, 1972       | Love, American Style                    |                                      | Episodio: «Love and the Good Deal» Episodio: «Love and the Clinic»                            |
| 1972             | McCloud                                 | Tte. Ed Feldman                      | Episodio: «The Park Avenue Rustlers»                                                          |
| 1972             | The Heist                               | Pat Dillon                           | Telefilme                                                                                     |
| 1972             | O'Hara, U.S. Treasury                   | Leo Walsh                            | Episodio: «Operation - Smokescreen»                                                           |
| 1970-1971        | Dan August                              | Sgto. Charles Wilentz                |                                                                                               |
| 1971             | The Partridge Family                    | Mr. Bruner                           | Episodio: «The Undergraduate»                                                                 |
| 1970             | Double Jeopardy                         | Sgto. Charles Wilentz                | Telefilmes                                                                                    |
| 1967, 1969       | Ironside                                | Cap. Lauren Tte. Haines              | Episodio: «An Inside Job» Episodio: «Seeing Is Believing»                                     |
| 1965, 1968, 1969 | The F.B.I.                              | Ted Cullinan Ken Haney Victor Green  | Episodio: «All the Streets Are Silent» Episodio: «The Mercenary» Episodio: «The Catalyst»     |
| 1969             | Three's a Crowd                         | Norman, the Elevator Operator        | Telefilme                                                                                     |
| 1969             | Audacia es el juego                     | Winston Polk                         | Episodio: «A Hard Case of the Blues»                                                          |
| 1968             | Judd, for the Defense                   | Harry Green                          | Episodio: «The Sound of the Plastic Axe»                                                      |
| 1968             | That Girl                               | Bernie                               | Episodio: «Sixty-Five on the Aisle»                                                           |
| 1967             | Mannix                                  | Daniel Brewer                        | Episodio: «Coffin for a Clown»                                                                |
| 1967             | I Spy                                   | Karin                                | Episodio: «The Medarra Block»                                                                 |
| 1967             | Ghostbreakers                           | Tte. P.J. Hartunain                  | Episodio piloto                                                                               |
| 1967             | Los invasores                           | Neal Taft                            | Episodio: «The Betrayed»                                                                      |
| 1964, 1966       | Twelve O'Clock High                     | Tte. Canello                         | Episodio: «An Act of War» Episodio: «The All-American»                                        |
| 1966             | Bewitched                               | Dr. Freud                            | Episodio: «I'd Rather Twitch Than Fight»                                                      |
| 1966             | Bob Hope Presents the Chrysler Theatre  | Eddie Carr                           | Episodio: «Dear Deductible»                                                                   |
| 1966             | A Man Called Shenandoah                 | Cap. Arnold Dudley                   | Episodio: «Muted Fifes, Muffled Drums»                                                        |
| 1966             | El agente de CIPOL                      | Mark Slate                           | Episodio: «The Moonglow Affair»                                                               |
| 1966             | The Wild Wild West                      | Jeremiah Ratch                       | Episodio: «The Night of the Whirring Death»                                                   |
| 1964, 1965       | Ben Casey                               | Arnold Halbert Manny Berger          | Episodio: «I'll Get on My Ice Floe and Wave Goodbye» Episodio: «Where Does the Boomerang Go?» |
| 1965             | El fugitivo                             | Tte. Germak Tte. Green               | Episodio: «May God Have Mercy» Episodio: «Stranger in the Mirror»                             |
| 1965             | Dr. Kildare                             | Dr. Keith Myers Arnold Vitnack       |                                                                                               |
| 1965             | The Trials of O'Brien                   | Mickey the Miser                     | Episodio: «How Do You Get to Carnegie Hall?»                                                  |
| 1965             | Mr. Novak                               | Barney Sanders                       | Episodio: «And Then I Wrote...»                                                               |
| 1964             | The Hanged Man                          | Gaylord Grebb                        | Telefilme                                                                                     |
| 1964             | The Defenders                           | George Capp                          | Episodio: «Moment of Truth»                                                                   |
| 1963             | The Alfred Hitchcock Hour               | Al Norman                            | Episodio: «The Dividing Wall»                                                                 |
| 1963             | East Side/West Side                     | Eddie Best                           | Episodio: «Not Bad for Openers»                                                               |
| 1963             | Kraft Suspense Theatre                  | Sgto. Max Winkler                    | Episodio: «The Case Against Paul Ryker (1)» Episodio: «The Case Against Paul Ryker (2)»       |
| 1963             | The Dick Powell Show                    | Dr. Joseph Greer                     | Episodio: «The Last of the Big Spenders»                                                      |
| 1963             | The Lloyd Bridges Show                  |                                      | Episodio: «Gym in January» Episodio: «Sheridan Square»                                        |
| 1963             | The Eleventh Hour                       | Lionel                               | Episodio: «Five Moments Out of Time»                                                          |
| 1961, 1962       | 87th Precinct                           | Det. Meyer Meyer                     | Episodio: «The Floater» Episodio: «Man in a Jam»                                              |
| 1962             | Sam Benedict                            | Alex McConnell                       | Episodio: «Where There's a Will»                                                              |
| 1961             | Cain's Hundred                          | Driscoll                             | Episodio: «Cain's Final Judgement»                                                            |
| 1961             | Checkmate                               | Shep Stryker                         | Episodio: «Hot Wind in a Cold Town»                                                           |
| 1961             | The Many Loves of Dobie Gillis          | Cole                                 | Episodio: «Be It Ever So Humble»                                                              |
| 1961             | The Aquanauts                           | Oliver Pappas                        | Episodio: «The Rainbow Adventure»                                                             |
| 1961             | Gunn                                    | Danny Barber                         | Episodio: «A Kill and a Half»                                                                 |
| 1961             | The Tab Hunter Show                     | Emory Farnsworth                     | Episodio: «Me and My Shadow»                                                                  |
| 1961             | The Law and Mr. Jones                   | Fred Cook                            | Episodio: «Lethal Weapons»                                                                    |
| 1960             | The Tom Ewell Show                      |                                      | Episodio: «Salesmanship Lesson»                                                               |
| 1960             | Los Intocables                          | Reiner                               | Episodio: «The Rusty Heller Story»                                                            |
| 1960             | Perry Mason                             | Caspar Pedley                        | Episodio: «The Case of the Mythical Monkeys»                                                  |
| 1960             | Johnny Staccato                         | Bill Lentz                           | Episodio: «The Man in the Pit»                                                                |
| 1959             | Hallmark Hall of Fame                   | Wint Selby                           | Episodio: «Ah, Wilderness!»                                                                   |
| 1956             | The United States Steel Hour            | Detective                            | Episodio: «Hunted»                                                                            |
| 1956             | Playwrights '56                         | Nick Zervas                          | Episodio: «Nick and Letty»                                                                    |
| 1956             | Star Tonight                            | Sharp                                | Episodio: «Faith and Patience»                                                                |
| 1956             | The Alcoa Hour                          | Marvie                               | Episodio: «Finkle's Comet»                                                                    |
| 1955             | Joe & Mabel                             | Mike                                 |                                                                                               |
| 1954             | The Elgin Hour                          | Morton                               | Episodio: «Hearts and Hollywood»                                                              |
| 1954             | Studio One                              | Jurado n.º 1                         | Episodio: «Twelve Angry Men»                                                                  |
| 1954             | The Philco Television Playhouse         |                                      | Episodio: «Miss Look-Alike»                                                                   |
| 1954             | Goodyear Television Playhouse           |                                      | Episodio: «The Huntress»                                                                      |